# Casa al carrer Sant Domènec, 1 (Castelló de Farfanya)
La Casa al carrer Sant Domènec, 1 és una obra neoclàssica de Castelló de Farfanya (Noguera) inclosa a l'Inventari del Patrimoni Arquitectònic de Catalunya.

## Descripció
Edifici de caràcter senyorial de tres plantes, les dues superiors amb balcons. La façana està dividida en tres cossos als pisos superiors, a través de dos pilars acabats en volutes que són adossats a la façana. La cornisa superior formada mitjançant les teules és decorada en tres colors: blau, blanc i vermell, dibuixant formes geomètriques.